# Salvatore Spinelli
Salvatore Spinelli OSB (Napels, 9 juni 1746 – 8 januari 1805) was een Italiaans rooms-katholiek aartsbisschop en benedictijn.

## Biografie
Salvatore Spinelli werd geboren in een oude Italiaanse katholieke adellijke familie te Napels. Hij trad toe tot de benedictijnen en werd op 12 juli 1779, op 33-jarige leeftijd, benoemd tot bisschop van Catanzaro. Op 26 maart 1792 werd hij bisschop van Lecce en op 18 december 1796 werd hij benoemd tot aartsbisschop van Salerno. Hij zou dit ambt bekleden tot aan zijn dood in 1805.